# Chrismopteryx triangularia
Chrismopteryx triangularia är en fjärilsart som beskrevs av Blanchard 1852. Chrismopteryx triangularia ingår i släktet Chrismopteryx och familjen mätare. Inga underarter finns listade i Catalogue of Life.